# William Carl Buchan
William Carl Buchan (Seattle, 23 december 1956) is een Amerikaans zeiler.
Buchan won tijdens de Olympische Zomerspelen 1984 samen met Jonathan McKee de gouden medaille in de Flying Dutchman. Buchan zijn vader won tijdens deze spelen de gouden medaille in de star.
In 1988 was Buchan onderdeel van de boot die de America's Cup won.

## Resultaten

### Olympische Zomerspelen
| Jaar | Plaats      | Resultaten             |
| ---- | ----------- | ---------------------- |
| 1984 | Los Angeles | Flying Dutchman klasse |

1960: Bjørn Bergvall / Peder Lunde ·
1964: Helmer Pedersen / Earle Wells ·
1968: Iain MacDonald-Smith / Rodney Pattisson ·
1972: Christopher Davies / Rodney Pattisson ·
1976: Eckart Diesch / Jörg Diesch ·
1980: Alejandro Abascal / Miguel Noguer ·
1984: William Carl Buchan / Jonathan McKee ·
1988: Christian Grønborg / Jørgen Bojsen-Møller ·
1992: Luis Doreste / Domingo Manrique